# Операция „Картуийл“
Операция „Картуийл“ от 30 юни 1943 до 20 март 1944 година е военна операция на Югозападния тихоокеански театър на Втората световна война.
С нея Съединените щати, подпомагани от Австралия, Нидерландия и Нова Зеландия, целят да неутрализират Рабаул, главната база на Япония в региона, избягвайки фронтално нападение срещу нея. В поредица от нападения срещу островите, източно от Нова Гвинея, Съюзниците елиминират второстепенни японски бази, постепенно прекъсвайки японските снабдителни и съобщителни линии.